# 高山低谷
高山低谷是林奕匡演唱的一首歌曲，由林奕匡作曲、陳詠謙作詞，Edward Chan和黃兆銘編曲。

## 製作團隊
- 作曲：林奕匡
- 填詞：陳詠謙
- 編曲：Edward Chan / 黃兆銘
- 監製：監製：Edward Chan

## 獎項
新城勁爆頒獎禮2014“新城勁爆歌曲獎”

## 資料來源
1. ↑  . 2014-04-25  [2022-11-07]. （原始内容存档于2022-11-19）.
2. ↑  . 2014-12-27  [2022-11-07]. （原始内容存档于2022-11-07）.